# Cour italienne (Kutná Hora)
La Cour italienne (en tchèque : Vlašský dvůr) ou Château Royal est un palais de la ville tchèque de Kutná Hora. À l'origine, c'était le siège de la Monnaie centrale de Prague ; il a été nommé ainsi d'après les experts italiens qui étaient à l'avant-garde de la réforme de la monnaie. La zone principale de la Monnaie se composait d'ateliers de fabrication de pièces de monnaie, ou Smithies, qui étaient situés autour de la cour, et de la chambre de frappe, appelée « Preghaus », où les groschen de Prague étaient frappés. Après sa reconstruction à la fin du XIVe siècle, la Cour d'Italie devient une résidence royale à mi-temps. 

## Histoire
Pendant de nombreux siècles, la Cour d'Italie fut le centre du pouvoir économique de l'État : elle abritait la monnaie royale et était la résidence du roi lors de ses visites aux mines d'argent de Kutná Hora. L'histoire du bâtiment remonte à la fin du XIIIe siècle, lorsqu'il servait de château de ville : un entrepôt sûr du minerai d'argent et une partie importante des fortifications de la ville. Elle était séparée de la ville elle-même par des douves, qui subsistent dans la partie inférieure comme caves ; l'eau des douves protégeait également le château des incendies.
À la suite de la réforme des monnaies par le roi Venceslas II, toutes les fabriques de monnaie qui fonctionnaient auparavant étaient situées à la Cour italienne et des pièces d'une valeur unifiée « le groschen de Prague» ont commencé à être frappées. Au XIVe siècle, le château fut entièrement reconstruit ; bien que le plus grand épanouissement de l'activité de construction se produise à la fin du siècle, sous le règne de Venceslas IV. La reconstruction a été effectuée par l'atelier de Peter Parler, qui achevait alors l'église Saint-Jacques et commençait ses travaux sur l'église Sainte-Barbe.
L'atelier des monnaies royales et la fonction de maître suprême des monnaies ont pris fin au XVIIIe siècle après le grand incendie de 1770 ; la mairie a été transférée dans la Cour italienne.

## Usage actuel
Actuellement, le bâtiment sert de musée de la frappe de pièces de monnaie; les intérieurs les plus intéressants, tels que la chapelle royale et la salle d'audience sont ouverts au public.
À l'intérieur des caves authentiques se trouve le musée « Dévoilement du visage mystérieux de Kutná Hora ».